# 化權
化權、或稱化權星，簡稱權，是中國命理學紫微斗數中的四化之一。

## 化權的取法
1. 甲年生人:化權在破軍星
2. 乙年生人:化權在天梁星
3. 丙年生人:化權在天機星
4. 丁年生人:化權在天同星
5. 戊年生人:化權在太陰星
6. 己年生人:化權在貪狼星
7. 庚年生人:化權在武曲星
8. 辛年生人:化權在太陽星
9. 壬年生人:化權在紫微星
10. 癸年生人:化權在巨門星

## 相關連結
- 紫微斗數